# Begoña Vicario Calvo
Begoña Vicario Calvo (Caracas, Venezuela, 3 de marzo de 1962) es una cineasta dedicada, principalmente, a la animación y profesora universitaria.

## Biografía
Nació en Venezuela pero su familia se trasladó al  País Vasco cuando ella contaba un año de edad. Begoña reside actualmente en Larrabetzu. Es doctora en Bellas Artes por la Universidad del País Vasco (UPV/EHU), facultad en la que actualmente imparte clases sobre cine de animación. Su tesis se tituló De Tarzán a Jane: El cine de animación experimental en el País Vasco. Tras su licenciatura estudió técnicas de animación en el Victoria Design Center y en el Moscow Poit Studio. Comenzó a hacer películas en 1993, donde dirigió su primer trabajo, Geroztik ere (Y desde entonces...),  y más tarde en la productora vasca Lotura, de Juanba Berasategi, de la mano de Jon Etxebeste. En 1995 fundó la productora de cine de animación Begoña Vicario. Tres años después hizo Zureganako grina, una representación de las relaciones humanas. Dos años más tarde recibió el Premio Goya al mejor cortometraje de animación por Pregunta por mí, un film que trata la vida de una mujer inmigrante sin papeles que teme por su vida a manos de los traficantes de órganos.
En 2018 presenta Ametsak Mugimenduan, un homenaje a la cineasta, se trata de una proyección audiovisual de su siete cortos de animación: Geroztik ere, Zureganako grina, Nigatik galdetu ezazu, Haragia, Jane, Beti bezperako koplak y Areka.

## Cortos de animación
- Geroztik ere (Y desde entonces...), 1993
- Zureganako grina, 1995
- Pregunta por mí, 1996
- Haragia, (Carne humana), 1998[5]

- Un día en el circo, 2000
- Jane: Tarzán no era tan guay, 2016[6]
- Beti bezperako koplak (Coplas de una noche sin mañana), 2016[7]
- Areka, 2017
- Miraila, 2018
- En la luna, 2018

## Libros y publicaciones en revistas[8]
- Mama, quiero ser artista, 2004[9]
- Sistiaga, el trazo vibrante, 2007[10]
- Juguetes de invierno

## Premios
- Premio Especial del Jurado en el Festival de Cortometrajes y Documentales de Bilbao (1996), por Pregunta de mí.
- 1996 Pregunta por mi (Goya al Mejor cortometraje de animación)
- Gran Premio del Cine Vasco, otorgado al corto de animación Areka en el Festival Internacional de Cine Documental y Cortometraje de Bilbao, Zinebi.[11]
- Premio a los Mejores Efectos Especiales en el Festival Internacional de Cine Experimental de Madrid (1997) por Zureganako grina.
- Segundo premio en el Festival de la Ciudad de Badalona (1997), por Zureganako grina.
- Premio a los mejores efectos especiales en el Festival de Alcalá de Henares (1999), con Haragia.
- Primer premio en la categoría experimental del Festival de Vitoria (2000), con el cortometraje Haragia
- Premio Colegial de Cine Simone de Beauvoir para producción cinematográfica, dentro de los Días de la Mujer y el Cine (2000)
- Premio Especial del Jurado para el Campeonato Internacional de Video y Medios de las Islas Canarias (2000), con el cortometraje Haragia.